# G 8
Паровоз G 8 или G8 — прусский паровоз типа 0-4-0, строившийся для Прусских государственных железных дорог с 1902 по 1913 гг. Всего было построено свыше тысячи паровозов данной серии, вместо него с 1913 года заводы начали выпуск паровоза разновидности G 8.1, который был усиленной версией G 8 и стал массовым паровозом государственных железных дорог Прусского государства (свыше 5000 локомотивов).

## История
Всего же с 1902 по 1913 годы было выпущено 1054 паровоза G 8. Это был первый паровоз немецкого производства оборудованный пароперегревателем, при этом конструкторы старались сохранить осевую нагрузку в пределах 14—15 тс, из-за чего у ряда деталей был снижен вес в ущерб прочности. В процессе выпуска конструкция постоянно развивалась, так были постепенно увеличен диаметр цилиндров, а также площади колосниковой решётки и пароперегревателя. Помимо этого были попытки улучшить систему парораспределения, однако должный эффект так и не был достигнут. После окончания Первой мировой войны, 336 паровозов G 8 по репарациям оказались в других странах, ещё 18 попали на Саарскую железную дорогу.
В 1925 году в локомотивном парке новообразованной Deutsche Reichsbahn числилось 656 данных паровозов, которым присвоили обозначение серии 55.16-22 и номера 55.1601—2256. В 1935 году из Саара поступили ещё 12 паровозов, которым присвоили номера  55.2257—2268. В начале Второй мировой войны на немецкие дороги из Польши вернулось несколько паровозов (на Польских железных дорогах они имели обозначение Tp3) которые получили номера между 55.1604 и 55.1710. Также в ходе Второй мировой войны часть этих паровозов оказалась в Советском Союзе. Так, например, только из Польши на советские железные дороги, по советским данным, попало 45 паровозов серии (по немецким — 48), которым присваивали обозначение серии Тп3 (аналогично с польским, но латиницу заменили кириллицей) либо 55 (в основном уже попавшие с территории Германии). Также после окончания войны 3 паровоза (№ 1681, 1881, 2180) остались в Австрии, причём один из них (№ 1881) в 1950 году был возвращён на DB, а оставшимся двум присвоили обозначение ÖBB Class 755 с сохранением номеров.

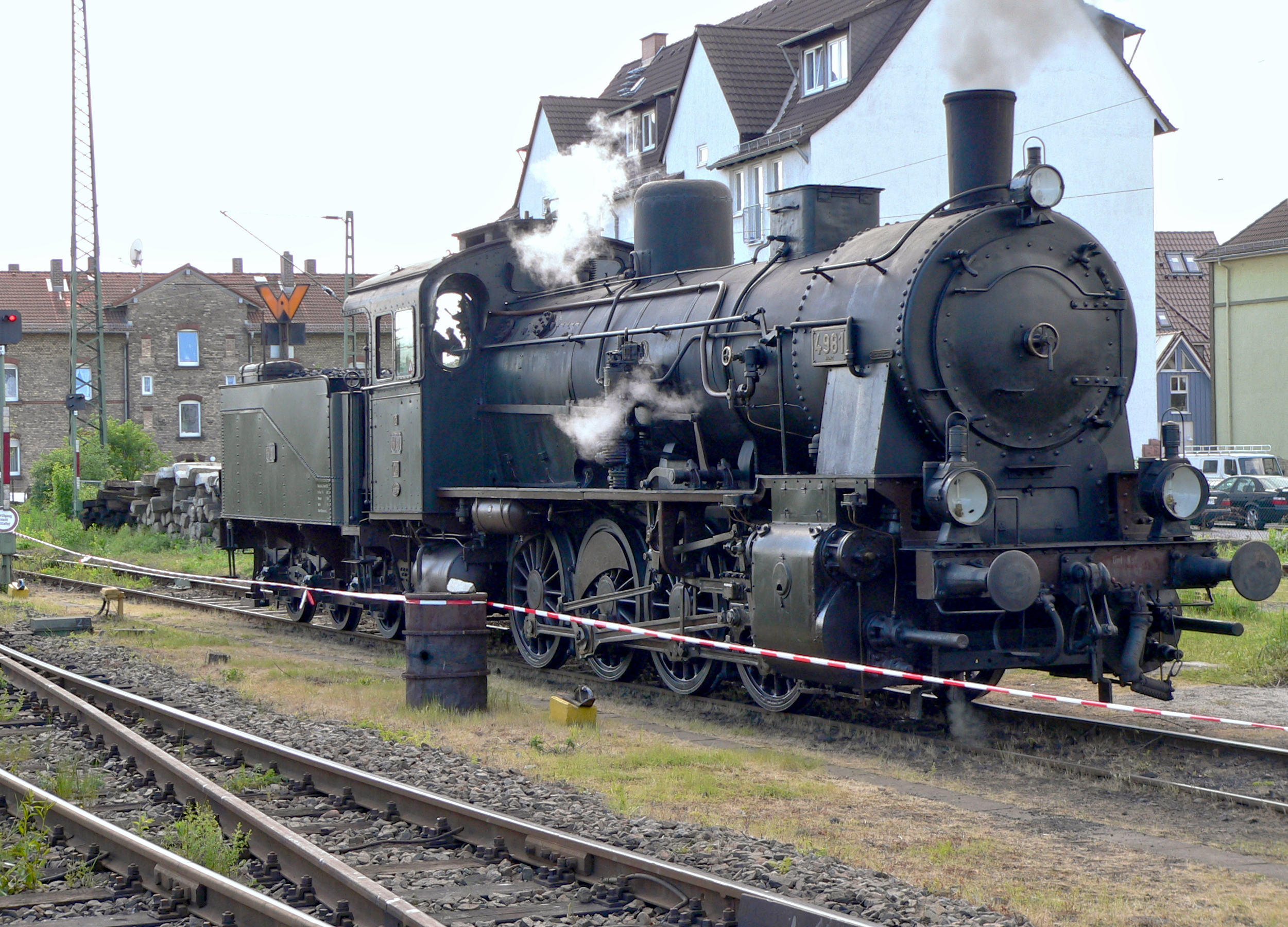
Сохранившийся в рабочем состоянии 55 № 4981

В основном бывшие паровозы G 8 были списаны во второй половине 1950-х. Отдельные экземпляры были сохранены и продолжают обслуживать ретро-поезда  на железных дорогах Германии, Австрии, Болгарии и Югославии.